# Ottersøy
Ottersøy (eller Ottersøya) är en tätort i Nærøysunds kommun i Trøndelag fylke i mellersta Norge. Orten ligger vid fylkesväg 7126, på östra sidan av Nærøysundet, mittemot staden Rørvik på andra sidan sundet.
Tidigare har orten tillhört dåvarande Nærøy kommun.